# Cold Springs (comté de Tuolumne, Californie)
Cold Springs est une census-designated place du comté de Tuolumne, dans l'État de Californie, aux États-Unis. En 2020, elle compte une population de 123 habitants.